# Hệ thống Xa lộ Liên tiểu bang

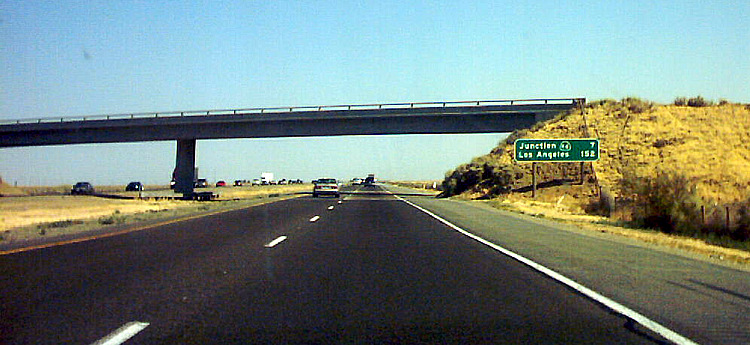
Một đoạn đường vùng quê thuộc Xa lộ Liên tiểu bang 5 nằm trong tiểu bang California có hai làn xe mỗi chiều, được phân cách bởi một dãy đất cỏ rộng. Xe cộ lưu thông băng ngang qua xa lộ được thực hiện bởi những đường vượt bên trên và bên dưới xa lộ.

Hệ thống Xa lộ Liên tiểu bang (tên tiếng Anh đầy đủ và chính thức là Dwight D. Eisenhower National System of Interstate and Defense Highways, tạm dịch "Hệ thống Xa lộ Quốc phòng và Liên tiểu bang Quốc gia Dwight D. Eisenhower") là một hệ thống đường cao tốc hợp thành một phần của Hệ thống Quốc lộ Hoa Kỳ. Hệ thống xa lộ này được đặt tên của tổng thống Dwight D. Eisenhower là người tiên phong thúc đẩy việc xây dựng nó để nối liền 209 trong số 237 thành phố có dân số từ 50.000 người trở lên. Công việc xây dựng hệ thống xa lộ này được Đạo luật Liên bang Tài trợ Xa lộ năm 1956 cho phép thực hiện, và phần kế hoạch ban đầu của hệ thống được hoàn thành 35 năm sau đó. Hệ thống này kể từ đó được mở rộng và cho đến năm 2006 có tổng chiều dài là 46.876 dặm (75.440 km). Khoảng một phần ba tổng số dặm đường được lái trên toàn Hoa Kỳ là trên hệ thống xa lộ liên tiểu bang (số thống kê năm 2003).

## Lịch sử

### Kế hoạch
Trước đó Hệ thống Xa lộ Liên tiểu bang đã được các hãng sản xuất xe hơi vận động hành lang và được tổng thống Dwight D. Eisenhower tiên phong cổ vũ. Eisenhower bị ảnh hưởng bởi những trải nghiệm khi ông là một sĩ quan lục quân trẻ cùng đoàn công xa Lục quân Hoa Kỳ băng ngang nước Mỹ trên Xa lộ Lincoln vào năm 1919, đây là đường bộ đầu tiên chạy băng ngang nước Mỹ.
Kế hoạch liên bang ban đầu nhằm xây dựng hệ thống xa lộ toàn quốc đã khởi sự vào năm 1921 khi Văn phòng đặc trách công lộ yêu cầu Lục quân Hoa Kỳ cung cấp một danh sách những con đường bộ mà lục quân cho rằng cần thiết cho quốc phòng. Việc này giúp cho ra đời bản đồ Pershing. Thập niên sau đó, các xa lộ như "hệ thống đường công viên New York" được xây dựng như một phần của những hệ thống xa lộ tiểu bang và địa phương.
Khi lưu lượng xe hơi gia tăng, các nhà hoạch định nhận thấy một nhu cầu xây dựng một hệ thống xa lộ liên kết quốc gia để tăng cường cho Hệ thống Quốc lộ số Hoa Kỳ sẵn có mà đa số không phải là đường cao tốc. Cuối thập niên 1930, kế hoạch được mở rộng thành một hệ thống các siêu xa lộ mới.
Năm 1938, tổng thống Franklin D. Roosevelt trao cho Thomas MacDonald, trưởng Văn phòng Công lộ, một bản đồ Hoa Kỳ vẽ tay có đánh dấu 8 hành lang siêu xa lộ để ông nghiên cứu. Năm 1939, trưởng ban thông tin thuộc Văn phòng đặc trách Công lộ là Herbert S. Fairbank viết một báo cáo có tựa đề là Đường thu phí và đường miễn phí, có thể coi là "sự diễn tả chính thức đầu tiên về khái niệm mà sau này trở thành hệ thống xa lộ liên tiểu bang.
Eisenhower đánh giá cao hệ thống Autobahn của Đức như là một phần thiết yếu của một hệ thống quốc phòng khi ông làm Tư lệnh tối cao các lực lượng đồng minh tại châu Âu trong Chiến tranh thế giới thứ hai. Ông nhận thấy rằng hệ thống được đề nghị cũng sẽ cung cấp những con đường vận chuyển trên bộ giúp triển khai và tiếp tế quân đội trong trường hợp có tình trạng khẩn cấp hay bị ngoại xâm.

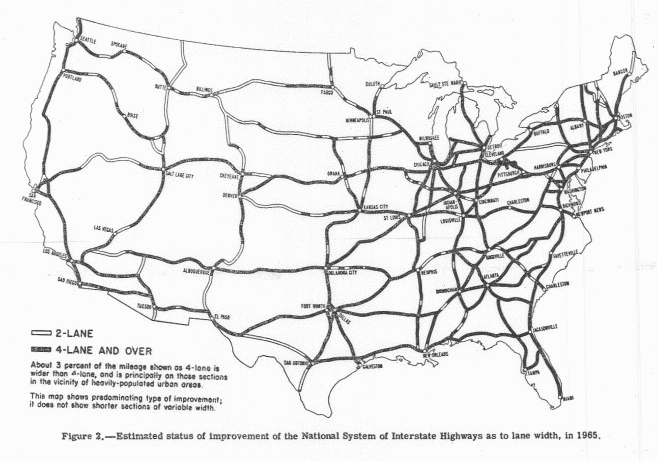
Bản đồ năm 1955: các quốc lộ Hoa Kỳ được dự tính xây dựng xong vào năm 1965 trong kế hoạch phát triển Hệ thống Xa lộ Liên tiểu bang

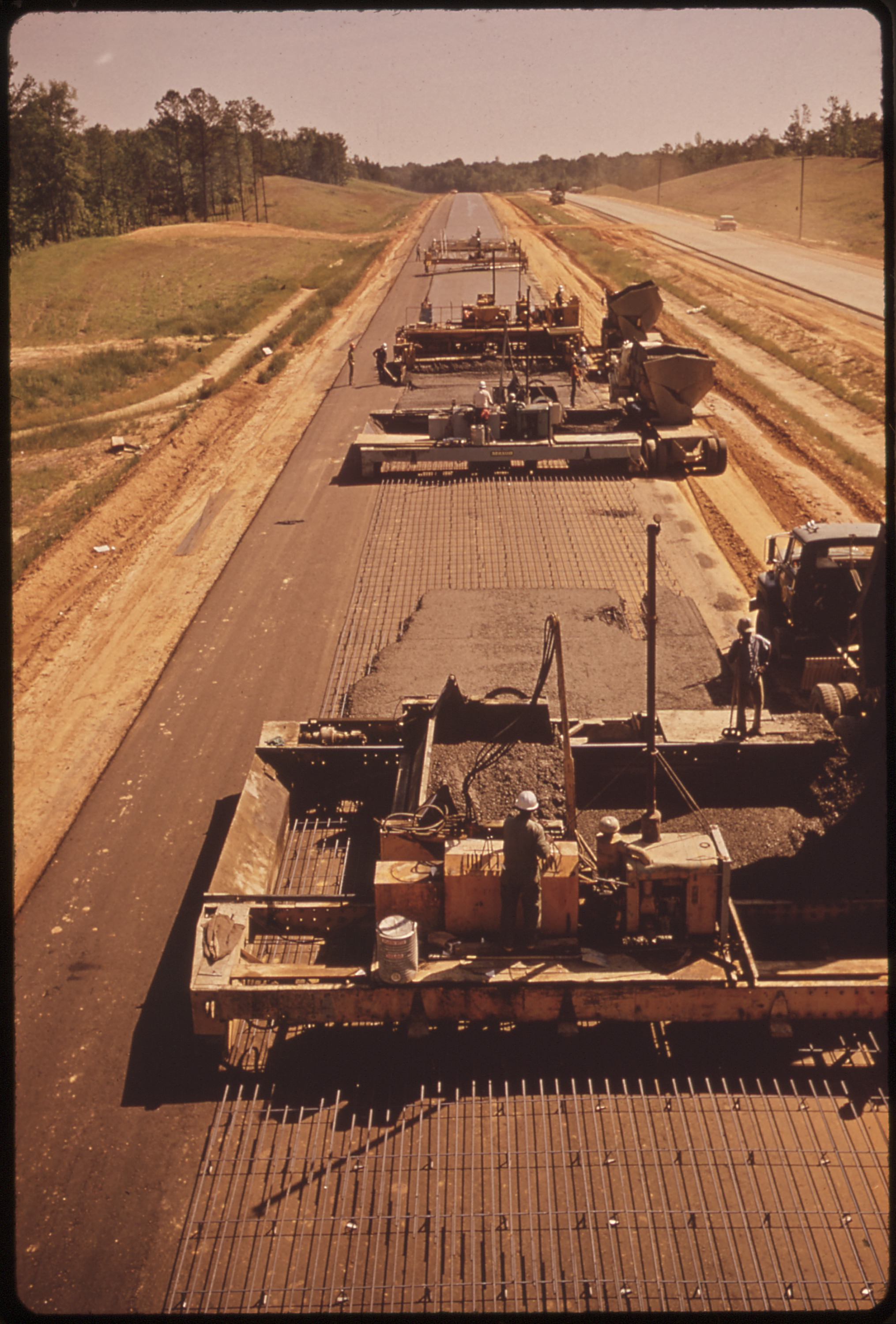
Xa lộ Liên tiểu bang 55 đang được xây dựng tại Mississippi, hình chụp tháng năm, 1972

Việc phát hành tài liệu Vị trí tổng thể Hệ thống Quốc gia các Xa lộ Liên tiểu bang vào năm 1955, được biết không chính thức là Yellow Book (có nghĩa Sách Vàng), đã phát họa ra hệ thống mà sau này trở thành Hệ thống Xa lộ Liên tiểu bang. Người giúp sức lập ra kế hoạch này là Charles Erwin Wilson, khi đó đang là lãnh đạo công ty General Motors khi tổng thống Eisenhower chọn ông làm Bộ trưởng Quốc phòng Hoa Kỳ vào tháng 1 năm 1953.

### Xây dựng
Hệ thống Xa lộ Liên tiểu bang được cho phép thực hiện bởi Đạo luật Liên bang Tài trợ Xa lộ năm 1956.
Ba tiểu bang tuyên bố mình là tiểu bang đầu tiên có xa lộ liên tiểu bang. Missouri tuyên bố rằng ba hợp đồng đầu tiên của chương trình mới này được ký tại Missouri vào ngày 2 tháng 8 năm 1956. Hợp đồng đầu tiên được ký là để xây dựng Quốc lộ Hoa Kỳ 66. Ngày 13 tháng 8 năm 1956, Missouri trao hợp đồng đầu tiên dựa trên Quỹ xây dựng xa lộ liên tiểu bang mới lập.
Kansas tuyên bố mình là tiểu bang đầu tiên khởi công làm mặt đường sau khi đạo luật được ký. Công việc xây dựng sơ khởi được thực hiện trước khi đạo luật được ký và việc làm mặt đường được bắt đầu vào ngày 26 tháng 9 năm 1956. Kansas coi phần Xa lộ Liên tiểu bang 70 là dự án đầu tiên được hoàn tất dựa theo các điều luật từ Đạo luật Liên bang Tài trợ Xa lộ 1956.
Theo chuyên gia liên lạc thông tin, Richard Weingroff, Hệ thống Xa lộ thu phí Pennsylvania cũng có thể được xem là một trong các xa lộ liên tiểu bang đầu. Ngày 1 tháng 10 năm 1940, 162 dặm (261 km) xa lộ mà hiện nay được ghi tên là I-70 và I-76 (I là chữ viết tắt của từ Interstate, có nghĩa là liên tiểu bang) thông xe giữa Irwin và Carlisle. Thịnh vượng chung Pennsylvania cho rằng xa lộ thu phí này giống như là "ông" của các xa lộ thu phí khác.
Các mốc quan trọng trong việc xây dựng Hệ thống Xa lộ Liên tiểu bang gồm có:
- Ngày 17 tháng 10 năm 1974 – Nebraska trở thành tiểu bang đầu tiên hoàn thành hết tất cả các xa lộ liên tiểu bang chính yếu của họ khi họ khánh thành phần cuối cùng của Xa lộ Liên tiểu bang 80 đoạn đi qua tiểu bang mình.[11]
- Ngày 22 tháng 8 năm 1986 – Đoạn cuối cùng của Xa lộ Liên tiểu bang 80 chạy dài từ bờ tây sang bờ đông Hoa Kỳ (từ thành phố San Francisco đến Vùng đô thị New York) được khánh thành ở rìa phía tây Salt Lake City. Đoạn xa lộ này kéo dài từ Đường Redwood tới ngay phía tây Sân bay quốc tế Thành phố Salt Lake.
- Ngày 10 tháng 8 năm 1990 – Đoạn cuối của Xa lộ Liên tiểu bang 10 chạy dài từ bờ tây sang bờ đông Hoa Kỳ (từ Santa Monica, California đến Jacksonville, Florida) được khánh thành. Đoạn này gồm có Đường hầm cao tốc Papago nằm dưới khu trung tâm thành phố Phoenix, Arizona. Việc hoàn tất đoạn đường này bị trì trệ vì có sự phản đối của công chúng chống xa lộ cao tốc khiến phải hủy bỏ phần đường được dự tính ban đầu là xây trên cao.[12]
- Ngày 12 tháng 9 năm 1991 – Xa lộ Liên tiểu bang 90 trở thành xa lộ liên tiểu bang cuối cùng đi từ bờ tây sang bờ đông Hoa Kỳ (từ Seattle đến Boston) được hoàn thành bằng lễ khánh thành một đoạn đường cầu cạn đi vòng qua thành phố Wallace, Idaho. Đoạn đường này bị trì trệ sau khi dân chúng tại đây bắt hủy bỏ kế hoạch xây dựng ban đầu là sẽ phải san bằng phần lớn khu trung tâm thành phố Wallace. Dân chúng thực hiện việc này bằng cách đưa phần lớn khu trung tâm thành phố vào Sổ bộ Địa danh Lịch sử Quốc gia Hoa Kỳ; chặn lối vào khu vực thi công làm đường.[12][13]
- Ngày 14 tháng 10 năm 1992 – Hệ thống Xa lộ Liên tiểu bang nguyên thủy được tuyên bố hoàn tất bằng lễ thông xe Xa lộ Liên tiểu bang 70 đi qua Glenwood Canyon. Đoạn đường này được xem là một kỳ tích kỹ thuật với 12 dặm (19 km) đường gồm 40 cầu và vô số đường hầm, được xem là một trong những xa lộ nông thôn tốn kém nhất tính theo từng dặm đường.[14][15]

Ước tính chi phí ban đầu cho hệ thống xa lộ liên tiểu bang này là $25 tỉ đô la Mỹ kéo dài trong thời gian 12 năm nhưng khi kết thúc đã tiêu tốn $114 tỷ đô la Mỹ (điều chỉnh lạm phát thì tương đương $425 tỷ đô la của năm 2006) và mất đến 35 năm.

### Từ năm 1992 đến nay

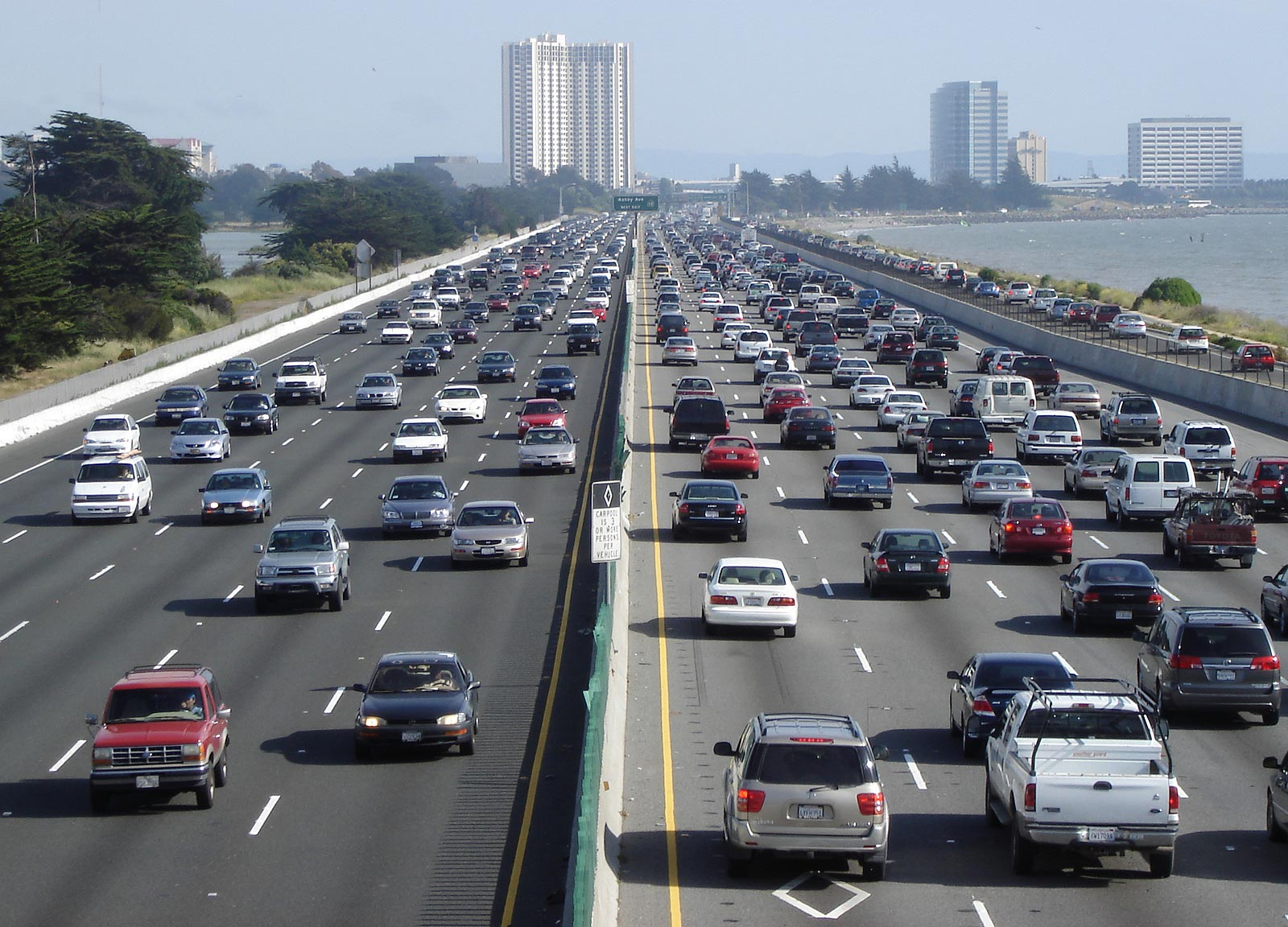
Xa lộ Liên tiểu bang 80 là xa lộ liên tiểu bang dài thứ hai ở Hoa Kỳ, chạy từ California tới New Jersey

Thêm nhiều đường nối và đường vành đai vẫn còn đang được xây dựng, ví dụ như Xa lộ Liên tiểu bang 485 tại North Carolina đang được xây dựng kể từ thập niên 1980. Một ít đường chính không nằm trong dự án ban đầu vẫn đang được xây dựng, ví dụ như Xa lộ Liên tiểu bang 22 tại Tennessee, Mississippi, và Alabama cũng như đoạn kéo dài của Xa lộ Liên tiểu bang 69 từ Indiana đến Texas. Các giới chức cũng đã đánh dấu một số hành lanh xa lộ không thuộc hệ thống liên tiểu bang để đưa vào hệ thống trong tương lai qua việc xây dựng mới hay nâng cấp các đường sẵn có thành tiêu chuẩn xa lộ liên tiểu bang.
Vì dự án đường cao tốc Somerset bị hủy bỏ nên Xa lộ Liên tiểu bang 95 bị đứt đoạn tại tiểu bang New Jersey. Dự án nút giao thông khác mức Xa lộ thu phí Pennsylvania/Xa lộ Liên tiểu bang 95, được chính phủ liên bang cho phép vào năm 2004, được dự trù sẽ nối liền hai đoạn riêng biệt của Xa lộ Liên tiểu bang 95 để tạo thành một xa lộ liên tục, kết thúc phần cuối cùng của dự án gốc. Công cuộc xây dựng đã khởi sự vào năm 2010.

## Tiêu chuẩn

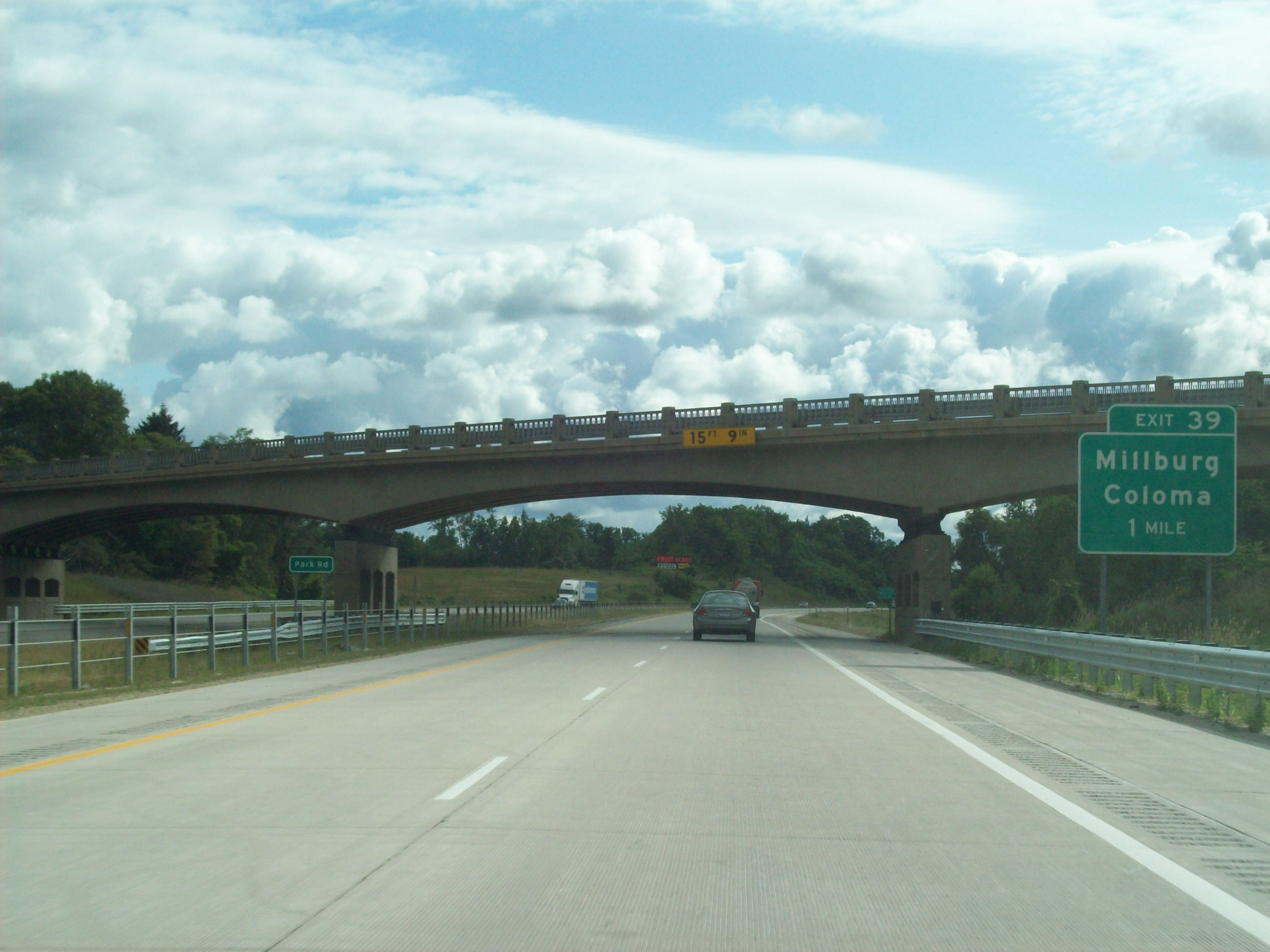
Xa lộ I-94 gần Coloma, Michigan là ví dụ về các tiêu chuẩn của xa lộ liên tiểu bang gồm có các dải rung an toàn (rumble safety strip) hai bên lề đường, mặt đường bê tông với những đường sọc nhỏ song song, biển báo độ cao giới hạn bên dưới các cầu vượt, biển báo tên cầu vượt nằm ở dải phân cách trung tâm, hệ thống trụ và dây cáp chặn ngang dải phân cách trung tâm và biển chỉ dẫn lối ra tiếp theo nằm bên lề phải

Hiệp hội Quan chức Giao thông và Xa lộ Tiểu bang Mỹ (AASHTO) đã ấn định ra một bộ tiêu chuẩn cho tất cả các xa lộ liên tiểu bang mới phải tuân thủ trừ khi được phép của Cơ quan Xa lộ Liên bang Hoa Kỳ miễn cho. Tiêu chuẩn gần như tuyệt đối đó là bản chất có kiểm soát đối với các lối ra vào xa lộ. Với một vài ngoại lệ, đèn giao thông chỉ hạn chế tại các điểm thu phí giao thông hay các lối vào xa lộ (đèn giao thông ở các lối vào xa lộ chỉ bật lên vào giờ cao điểm để giúp điều khiển lượng xe vào xa lộ, tránh tình trạng quá tải giờ cao điểm.).

### Tốc độ giới hạn
Vì là đường cao tốc nên các xa lộ liên tiểu bang thường có tốc độ giới hạn cao nhất so với các xa lộ khác tại một nơi nhất định nào đó. Việc ấn định tốc độ giới hạn được từng tiểu bang quyết định. Từ năm 1974 đến năm 1987, theo luật liên bang, giới hạn tốc độ tối đa trên bất cứ xa lộ nào tại Hoa Kỳ là 55 dặm Anh trên giờ (89 km/h). Hiện tại, tốc độ giới hạn tại vùng nông thôn thường từ 65 đến 75 dặm Anh trên giờ (105 đến 121 km/h) mặc dù cũng có nhiều đoạn đường của Xa lộ Liên tiểu bang 10 và Xa lộ Liên tiểu bang 20 ở miền quê phía tây Texas cũng như những đoạn đường của Xa lộ Liên tiểu bang 15 ở vùng nông thôn miền trung Utah có tốc độ giới hạn là 80 mph (129 km/h). Nói chung, tốc độ giới hạn thấp hơn được thiết lập tại các tiểu bang có đông dân số hơn ở miền đông bắc Hoa Kỳ trong khi tốc độ giới hạn cao hơn được thiết lập tại các tiểu bang ít dân số hơn ở miền tây và nam Hoa Kỳ.
Ví dụ, tốc độ giới hạn tối đa là 75 mph (121 km/h) tại tiểu bang Maine, 65 mph (105 km/h) từ tiểu bang New Hampshire đến tiểu bang New Jersey, và 50 mph (80 km/h) tại Đặc khu Columbia. Tại một số khu vực, tốc độ giới hạn trên các xa lộ liên tiểu bang có thể bị hạ thấp rất nhiều tại những nơi khá hiểm trở mà chúng đi qua. Xa lộ Liên tiểu bang 90 có tốc độ giới hạn tối đa là 50 mph (80 km/h) tại khu trung tâm thành phố Cleveland vì có hai đoạn cong gắt, có gắn biển tốc độ là 35 mph (56 km/h) tại khu vực đông xe cộ, Xa lộ Liên tiểu bang 70 đi qua thành phố Wheeling, West Virginia có tốc độ giới hạn tối đa là 45 mph (72 km/h) khi đi qua đường hầm Wheeling và phần lớn khu trung tâm thành phố Wheeling, và Xa lộ Liên tiểu bang 68 có tốc độ giới hạn tối đa là 40 mph (64 km/h) khi đi qua Cumberland, Maryland vì có rất nhiều chướng ngại trong đó có các đoạn cong gắt và làn xe hẹp băng qua thành phố.

### Sử dụng cho các mục đích khác
Là một bộ phận của Hệ thống Quốc lộ Hoa Kỳ, các xa lộ liên tiểu bang giúp cải thiện sự di chuyển cơ động các binh sĩ quân đội đi và đến các hải cảng, sân bay, ga xe lửa và các căn cứ quân sự khác. Các xa lộ liên tiểu bang cũng kết nối với các con lộ khác thuộc một phần của hệ thống xa lộ chiến lược, đây là một hệ thống đường bộ được cho là rất quan trọng đối với Bộ Quốc phòng Hoa Kỳ.
Hệ thống cũng được dùng để giúp di tản dân cư ra khỏi vùng sắp bị bão hay các trận thiên tai khác. Một trong các cách thức để gia tăng tối đa lượng xe cộ trên một xa lộ là đổi chiều dòng lưu thông phía bên kia dải phân cách để tất cả các làn xe đều trở thành những làn xe cùng đi về một chiều. Cách thức này đã từng được sử dụng mấy lần trước đây để di tản dân cư đi lánh bão. Sau khi bị công chúng phàn nàn vì sự di tản vô hiệu quả ở miền nam Louisiana trước khi trận bão Georges kéo đến vào tháng 9 năm 1998, các giới chức chính phủ đã xem xét đến cách thức đổi chiều dòng lưu thông để cải thiện thời gian di tản. Tại Savannah, Georgia, và Charleston, South Carolina, năm 1999, các làn xe của Xa lộ Liên tiểu bang 16 và Xa lộ Liên tiểu bang 26 được dùng theo phương thức đổi chiều dòng lưu thông khi dự đoán bão Floyd sắp kéo đến.
Năm 2004, việc đổi chiều dòng lưu thông cũng được thực hiện trước cơn bão Charley tại khu vực thành phố Tampa, Florida và trên khu vực bờ vịnh trước khi bão Ivan ập đến; tuy nhiên, những lần di tản ở đó so với những hoạt động di tản trước kia thì không khá hơn bao nhiêu. Các kỷ sư bắt đầu áp dụng những bài học đã học bằng cách phân tích các hoạt động đổi chiều dòng lưu thông trước đó bao gồm giới hạn các lối ra, loại bỏ lực lượng cảnh sát trên xa lộ (để dòng lưu thông được liên tục thay vì người lái xe phải dừng lại chờ hướng dẫn của cảnh sát xa lộ), và cải tiến việc phổ biến thông tin công cộng. Kết quả là cuộc di tản New Orleans, Louisiana vào năm 2005 trước bão Katrina diễn ra khá êm xuôi.
Có một giai thoại thành thị được phổ biến khá rộng rải cho rằng cứ 5 dặm đường của Hệ thống Xa lộ Liên tiểu bang thì có một dặm được xây dựng bằng phẳng và ngay thẳng để cho các phi cơ có thể sử dụng trong thời chiến. Tuy nhiên, trái ngược với truyền thuyết dân gian vừa kể, các xa lộ liên tiểu bang không phải được thiết kế để phục vụ như các đường băng.

## Hệ thống mã số xa lộ liên tiểu bang

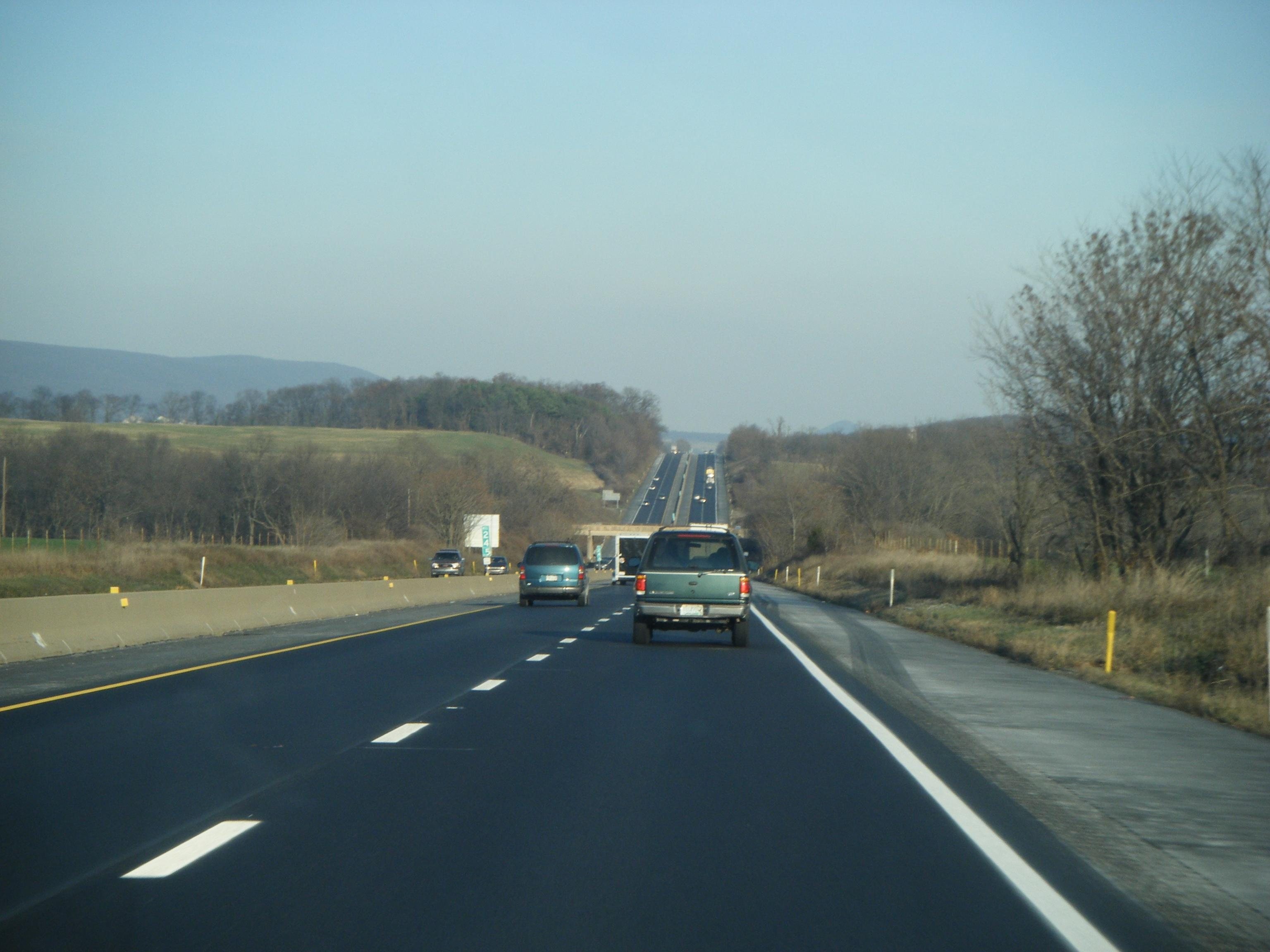
Xa lộ Liên tiểu bang 78 và Quốc lộ Hoa Kỳ 22 tại Quận Berks, Pennsylvania

### Các xa lộ chính yếu (mang 1 và 2 chữ số)
Hoạch định mã số cho Hệ thống Xa lộ Liên tiểu bang đã được Hiệp hội Quan chức Giao thông và Xa lộ Tiểu bang Mỹ phát triển vào năm 1957. Cách sắp xếp mã số hiện nay của hiệp hội có nguồn gốc bắt đầu vào ngày 10 tháng 8 năm 1973. Bên trong Hoa Kỳ Lục địa, các xa lộ liên tiểu bang ban đầu – cũng còn được gọi là các xa lộ chính yếu hay các xa lộ liên tiểu bang 2 chữ số – được đặt số nhỏ hơn 100.
Theo hoạch định mã số, các xa lộ chạy theo hướng Đông-Tây được đặt số chẵn và các xa lộ chạy theo hướng Bắc-Nam được đặt số lẻ. Mã số xa lộ lẻ, được đánh số tăng dần từ Tây sang Đông, và mã số xa lộ chẵn tăng dần từ Nam lên Bắc (để trách nhầm lẫn với các quốc lộ Hoa Kỳ có số tăng từ đông sang tây và từ bắc xuống nam), mặc dù cũng có những trường hợp ngoại lệ cho cả hai nguyên tắc vừa nói tại một số nơi. Các số chia hết cho 5 có chiều hướng trở thành các trục lộ then chốt trong số các xa lộ liên tiểu bang chính yếu có chiều dài lớn. Các xa lộ liên tiểu bang chính yếu chạy theo hướng bắc-nam có thứ tự mã số gia tăng lên từ I-5 (I là chữ tắc của từ Interstate có nghĩa là liên tiểu bang và số 5 là mã số của xa lộ) giữa Canada và México chạy dọc Tây Duyên hải Hoa Kỳ đến I-95 giữa Canada và Miami chạy dọc theo Đông Duyên hải Hoa Kỳ. Các xa lộ liên tiểu bang chính yếu chạy theo hướng tây-đông có thứ tự mã số gia tăng lên từ I-10 giữa Santa Monica, California và Jacksonville, Florida đến I-90 giữa Seattle, Washington, và Boston, Massachusetts. Tuy nhiên, không có Xa lộ Liên tiểu bang 50 hay Xa lộ Liên tiểu bang 60 vì những xa lộ liên tiểu bang mang số như thế có khả năng đi qua các tiểu bang mà hiện tại có các Quốc lộ Hoa Kỳ mang cùng các số đó. Điều này không được cho phép trong sách chỉ dẫn quản lý xa lộ của Hoa Kỳ. Các xa lộ liên tiểu bang mang 2-số tại tiểu bang Hawaii cũng như các xa lộ liên tiểu bang trên "giấy" của Alaska và Puerto Rico được đánh số một loạt liên tục theo thứ tự được cấp quỹ mà không theo quy định số chẵn lẻ.
Một vài con số gồm 2-chữ số được dùng chung cho hai xa lộ nằm ở hai đầu đối ngược nhau (đó là I-76, I-84, I-86, và I-88, mỗi con số vừa kể được dùng chung cho hai xa lộ ở đầu phía đông và đầu phía tây gặp nhau ở một điểm nhất định nào đó). Một số trường hợp như thế xảy ra vì có sự thay đổi trong hệ thống mã số theo chính sách mới được áp dụng vào năm 1973. Trước kia, các con số có mẫu tự đi kèm được dùng cho đoạn xa lộ phụ kéo dài nhưng đi lệch hướng của xa lộ chính yếu; Ví dụ, xa lộ I-84 Tây trước đây là I-80N (N là viết tắt của từ North, có nghĩa là xa lộ đi về hướng bắc) vì nó đi về hướng bắc từ I-80. Chính sách mới nói rằng, "Không có con số chia tách mới nào (Ví dụ như I-35W và I-35E) sẽ được sử dụng nữa." Chính sách mới cũng khuyến cáo nên loại bỏ các con số chia tách hiện có sớm như có thể được; tuy nhiên, xa lộ I-35W và I-35E vẫn còn tồn tại trong Vùng đô thị Dallas–Fort Worth của Texas. Tương tự I-35W và I-35E chạy qua thành phố Minneapolis và Saint Paul, Minnesota vẫn còn tồn tại.
Chính sách của Hiệp hội Quan chức Giao thông và Xa lộ Tiểu bang Mỹ có cho phép mã số đôi (thậm chí đa mã số) để tạo sự liên tục giữa một đoạn đường trùng nhau của hai (hay nhiều) xa lộ.. Ví dụ, I-75 và I-85 có chung một đoạn đường tại thành phố Atlanta; đoạn đường 7,4 dặm (11,9 km), được gọi là "Downtown Connector" (đoạn nối khu trung tâm thành phố), được ghi cả hai tên là I-75 và I-85. Mã số đôi hay đa mã số cũng được sử dụng giữa xa lộ liên tiểu bang và Quốc lộ Hoa Kỳ miễn sao chiều dài của đoạn trùng nhau chính đáng. Trong một số trường hợp ví dụ hiếm có, hai xa lộ trùng nhau trên một đoạn đường nhưng được ghi biển chỉ dẫn là di chuyển theo hai chiều ngược nhau; một trong những đoạn đường trùng nhau nhưng nghịch chiều như đã nói là đoạn đường giữa Wytheville và Fort Chiswell, Virginia. Tại đây I-81 đi hướng bắc và I-77 đi hướng nam.

### Các xa lộ liên tiểu bang phụ trợ (mang 3 chữ số)
Các xa lộ liên tiểu bang phụ trợ là các xa lộ hình cung, xa lộ hình tròn, hay xa lộ nhánh ngắn (spur), chủ yếu được dùng để phục vụ khu vực đô thị. Những loại xa lộ liên tiểu bang như thế là các xa lộ có mã số gồm 3 chữ số trong đó có 1 chữ số đầu duy nhất đi kèm với 2 chữ số của xa lộ liên tiểu bang chính lân cận. Xa lộ nhánh ngắn là xa lộ tách ra từ xa lộ mẹ và không quay trở lại; những xa lộ này có chữ số đầu tiên là số lẻ. Các xa lộ hình cung hay hình tròn chạy tách ra và rồi quay trở lại các xa lộ liên tiểu bang chính và có chữ số đầu tiên là số chẵn. Vì có rất nhiều xa lộ như thế nên số của những xa lộ phụ trợ này có thể bị trùng nhau tại các tiểu bang khác nhau dọc theo cùng xa lộ liên tiểu bang chính. Ví dụ I-405 là mã số của các xa lộ phụ trợ ở khu vực các thành phố Los Angeles của tiểu bang California, Portland của tiểu bang Oregon và Seattle của tiểu bang Washington vì xa lộ chính là Xa lộ Liên tiểu bang 5 chạy ngang qua cả ba tiểu bang (2 chữ số cuối cùng 05 là lấy từ I-5). Tuy nhiên cũng có một số xa lộ liên tiểu bang không theo quy định hướng dẫn này.

Các ví dụ về hệ thống mã số đối với các xa lộ liên tiểu bang phụ trợ: I-10 là xa lộ mẹ của các xa lộ mang ba chữ số trong hình.

Trong ví dụ hình ở trên, thành phố A (City A) có xa lộ hình cung mang 1 chữ số đầu là chẵn. Thành phố B (City B) có một xa lộ hình tròn mang chữ số đầu là chẵn và một xa lộ nhánh mang chữ số đầu là lẻ. Thành phố C (City C) có một xa lộ hình cung mang chữ số đầu là chẵn và một xa lộ nhánh mang chữ số đầu là lẻ. Vì cả ba thành phố A, B, và C đều nằm trong cùng tiểu bang nên mỗi xa lộ đều mang số có 3 chữ số khác nhau. Các xa lộ hình cung, hình tròn và xa lộ nhánh vừa kể đều có chung xa lộ mẹ là Xa lộ Liên tiểu bang 10 (I-10).

### Mốc đếm dặm đường và số lối ra
Trên các xa lộ liên tiểu bang mang 1 hay 2 chữ số, mốc đếm dặm phần lớn luôn bắt đầu từ đường ranh giới phía nam của tiểu bang (đối với các xa lộ liên tiểu bang chạy theo hướng bắc-nam) hoặc từ đường ranh giới phía tây của tiểu bang (đối với các xa lộ liên tiểu bang chạy theo hướng đông-tây). Lưu ý rằng mỗi tiểu bang có mốc điếm dặm riêng cho đoạn đường xa lộ đi qua địa phận của mình và các mốc đếm dặm này được cắm cứ mỗi dặm đường. Nếu một xa lộ liên tiểu bang bắt đầu từ bên trong một tiểu bang thì số dặm được đếm từ nơi xa lộ bắt đầu ở phía nam hay phía tây. Có những ngoại lệ vẫn còn tồn tại đối với các xa lộ liên tiểu bang sử dụng một đoạn đường từng được xây dựng trước khi có bản hướng dẫn Tiêu chuẩn xa lộ liên tiểu bang được hợp thức hóa.
Các xa lộ 3 chữ số và có chữ số đầu chẵn mà hợp thành hình cung đi tránh một thành phố thì có mốc đếm dặm, theo chiều kim đồng hồ, bắt đầu ở phía tây của một xa lộ liên tiểu bang đi cắt qua nó và gần một điểm cực nam.
Số của lối ra được đánh theo trình tự liên tục và thường trùng với số của mốc đếm dặm gần nhất. Ví dụ, EXIT 5 (lối ra số 5) chính là lối ra ở vị trí dặm số 5 tính từ ranh giới cận tây hay cận nam nhất mà xa lộ chạy trong một tiểu bang nào đó. Nếu như trong một đoạn đường ngắn hơn 1 dặm, thường là trong một thành phố lớn, có nhiều lối ra thì các mẫu tự được sử dụng đi sau các số lối ra. Ví dụ, tại đoạn đường nằm gần mốc dặm thứ 100 có đến 3 lối ra thì lối ra thứ nhất mang số EXIT 100A, lối ra thứ hai mang số EXIT 100B, và tiếp theo là EXIT 100C.

### Các xa lộ thương mại
Hiệp hội Quan chức Giao thông và Xa lộ Tiểu bang Mỹ định nghĩa một nhóm xa lộ đặc biệt, khác biệt các loại xa lộ liên tiểu bang chính và phụ trợ. Các xa lộ này không phải tuân theo tiêu chuẩn xây dựng của các xa lộ liên tiểu bang nhưng là các xa lộ có thể được xem tương tự và được chấp nhận bởi hiệp hội. Chính sách chung về đặt số xa lộ được áp dụng cho cả hai loại Quốc lộ Hoa Kỳ mang số và các xa lộ liên tiểu bang; tuy nhiên, các quy định cho xa lộ thương mại đôi khi được sử dụng cho xa lộ liên tiểu bang. Các xa lộ được gọi là Business Loop và Business Spur chủ yếu đi qua phạm vi giới hạn của một thành phố và xuyên qua khu trung tâm thương mai của một thành phố. Xa lộ thương mại thường được dùng khi xa lộ chính quy bị đổi hướng đi quanh để tránh thành phố.

### Alaska, Hawaii, và Puerto Rico

Bản đồ các xa lộ tại Puerto Rico được tài trợ từ chương trình xa lộ liên tiểu bang nhưng không có gắn biển chỉ dẫn như xa lộ liên tiểu bang

Hệ thống xa lộ liên tiểu bang cũng được mở rộng đến tiểu bang Alaska, tiểu bang Hawaii, và thịnh vượng chung Puerto Rico mặc dù chúng không có đường kết nối trực tiếp vào đất liền với các tiểu bang khác. Các xa lộ liên tiểu bang tại Hawaii, tất cả đều nằm trên đảo đông dân Oahu, mang chữ cái đầu là H (Ví dụ, H-1), kết nối các căn cứ quân sự cũng như một vài cộng đồng quanh đảo. Cả Alaska và Puerto Rico có các công lộ nhận tiền tài trợ từ chương trình xa lộ liên tiểu bang mặc dù các xa lộ này được gắn biển chỉ dẫn là xa lộ địa phương, không phải biển chỉ dẫn cho xa lộ liên tiểu bang chuẩn. Các xa lộ này không được thiết kế và cũng không được xây theo tiêu chuẩn chính thức của xa lộ liên tiểu bang.

### Biển dấu xa lộ liên tiểu bang
Xa lộ liên tiểu bang được biểu thị bằng một con số đặt trên một con dấu hình mộc màu đỏ, trắng và xanh nước biển được bảo chứng thương hiệu. Trong mẫu thiết kế ban đầu, tên tiểu bang được đặt phía trên của con số xa lộ nhưng tại nhiều tiểu bang phần này được bỏ trống. Con dấu thường có chiều cao 36 inch (91 cm) và rộng 36 inch (91 cm) đối với các xa lộ liên tiểu bang có 2 chữ số hay 45 inch (110 cm) đối với xa lộ liên tiểu bang có 3 chữ số.
Các xa lộ thương mại liên tiểu bang và xa lộ nhánh ngắn sử dụng biển dấu đặc biệt. Trên biển dấu của các xa lộ này, màu đỏ và xanh nước biển bị thay thế bằng màu xanh lá, từ "BUSINESS" (thương mại) xuất hiện trên biển dấu thay cho từ "INTERSTATE" (liên tiểu bang), và đi cùng với từ "SPUR" (xa lộ nhánh) hay "LOOP" (xa lộ vòng cung), thường được thấy phía trên của con số. Biển dấu màu xanh lá được dùng để đánh dấu một xa lộ quan trọng đi xuyên qua khu trung tâm thương mại, giao cắt xa lộ liên tiểu bang đồng nhiệm tại một nhánh (spur) hay tại cả hai điểm vòng cung (loop) của xa lộ thương mại. Xa lộ thường chạy băng qua thông lộ của khu vực trung tâm thành phố hay khu vực thương mại chính khác. Một thành phố có thể có hơn một xa lộ thương mại liên tiểu bang, tùy thuộc vào con số xa lộ liên tiểu bang đi qua thành phố và con số các khu thương mại nổi bật ở đó.

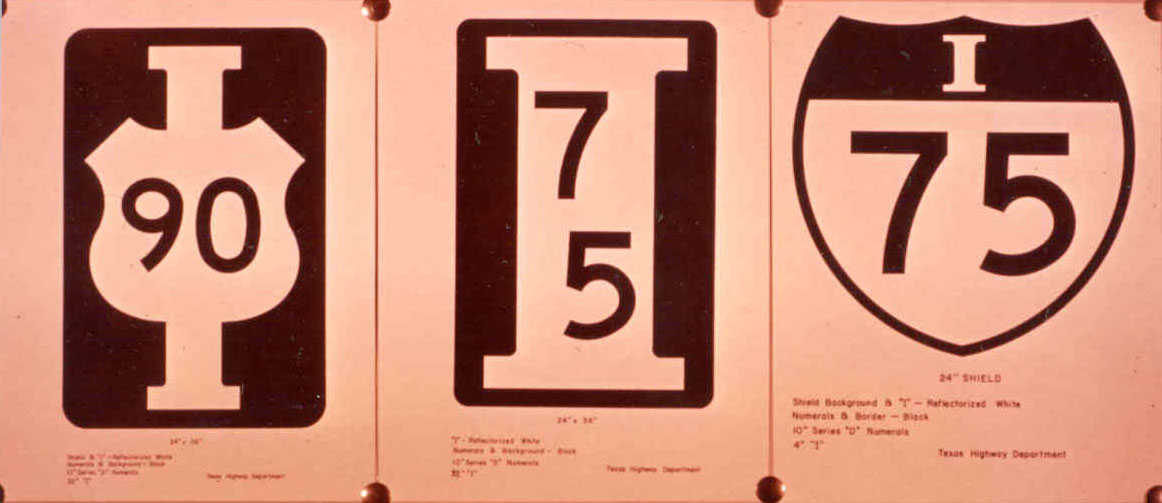
Một số mẫu đề nghị cho thiết kế biển dấu xa lộ liên tiểu bang được Bộ đặc trách Xa lộ Texas đệ trình

Theo thời gian, mẫu thiết kế biển dấu xa lộ liên tiểu bang có nhiều thay đổi. Năm 1957, biển dấu xa lộ liên tiểu bang do nhân viên Bộ đặc trách xa lộ Texas, Richard Oliver, thiết kế được trình làng. Đây là biển dấu thắng giải cuộc thi chọn mẫu thiết kế có sự tham dự của khoảng 100 mẫu thiết kế. Vào lúc đó, màu của biển dấu là màu xanh hải quân đậm và chỉ rộng 17 inch (43 cm). Biển dấu này sau đó được sửa đổi và chuẩn hóa vào năm 1961, 1971, và 1978.

## Thống kê
Lượng xe cộ
- Lượng xe nhiều nhất: 390.000 xe mỗi ngày: I-405 tại Los Angeles, California (ước tính năm 2006 [45]).

Độ cao
- Cao nhất: 11.158 foot (3.401 m): I-70 tại Đường hầm Eisenhower ở Đường phân thủy trên Rặng Thạch Sơn thuộc tiểu bang Colorado.[46]
- Thấp nhất (trên bộ): −52 ft (- 15.8 mét): I-8 tại sông New gần Seeley, California.[46]

Chiều dài
- Dài nhất: 3.020,54 dặm (4.861,09 km): I-90 từ Seattle, Washington đến Boston, Massachusetts.[47][48]
- Dài nhất (theo hướng bắc–nam): 1.920 mi (3.090 km): I-95 từ biên giới Canada đến Miami, Florida, không tính chỗ gián đoạn tại New Jersey sẽ được hoàn thành vào năm 2017.[47]
- Đoạn dài nhất giữa ranh giới tiểu bang: 879 mi (1.415 km): I-10 tại Texas từ ranh giới tiểu bang New Mexico nằm gần thành phố El Paso đến ranh giới tiểu bang Louisiana gần thành phố Orange.[49]
- Đoạn đường trùng dài nhất: 278,4 mi (448,0 km): I-80 và I-90 trùng nhau từ Gary, Indiana đến Elyria, Ohio.[50]
- Đoạn đường ngắn nhất giữa ranh giới tiểu bang: 453 ft (138 m): I-95 (Capital Beltway) trên cầu Woodrow Wilson bắt ngang sông Potomac là nơi nó băng ngang mũi cực nam của Washington, D.C. giữa đường ranh với tiểu bang Maryland và Virginia.[48]
- Ngắn nhất (xa lộ 2-chữ số): 17,62 mi (28,36 km): I-97 từ Annapolis đến Baltimore thuộc Maryland.[48]

Các tiểu bang
- Một xa lộ liên tiểu bang phục vụ nhiều tiểu bang nhất: 15 tiểu bang cộng Đặc khu Columbia: I-95 chạy qua Florida, Georgia, South Carolina, North Carolina, Virginia, Đặc khu Columbia, Maryland, Delaware, Pennsylvania, New Jersey, tiểu bang New York, Connecticut, Rhode Island, Massachusetts, New Hampshire, và Maine.[47]
- Nhiều xa lộ liên tiểu bang nhất nằm trong một tiểu bang: 29 xa lộ liên tiểu bang nằm trong New York, tổng số 1.674,73 mi (2.695,22 km).[47]
- Có nhiều dặm xa lộ liên tiểu bang nhất trong một tiểu bang: tiểu bang Texas có tổng cộng 3.233,45 mi (5.203,73 km) trong 17 xa lộ liên tiểu bang.[47]